# Neodactria caliginosellus
Neodactria caliginosellus är en fjärilsart som beskrevs av James Brackenridge Clemens 1860. Neodactria caliginosellus ingår i släktet Neodactria och familjen Crambidae. Inga underarter finns listade i Catalogue of Life.